# Tatort: Bienzle und das Doppelspiel
Bienzle und das Doppelspiel ist eine Folge der Krimireihe Tatort. Die Erstausstrahlung des vom Südwestrundfunk unter der Regie von Hartmut Griesmayr produzierten Beitrags fand am 10. Dezember 2000 im Ersten Deutschen Fernsehen statt. Es handelt sich um die 459. Episode der Filmreihe sowie die zwölfte mit dem Stuttgarter Kommissar Ernst Bienzle.

## Handlung
Die junge Journalistin Nina Fischer arbeitet seit einiger Zeit an einer Enthüllungsstory über den Gewerkschafter Hans Damm. Kurz nachdem sie ihn auf seine Verstrickungen mit einem Bauunternehmer anspricht, wird sie ermordet. Die Kommissare Bienzle und Gächter werden zum Tatort gerufen und finden sehr schnell die Spur zu Damm. Dieser wurde bereits von seiner Gewerkschaftsleitung seines Postens enthoben, da die Journalistin dorthin eine Vorinformation ihrer Veröffentlichung gesendet hatte. Somit erscheint der Mord nicht darin begründet zu liegen. Vom Chefredakteur erfahren die Ermittler, dass Nina Fischer auch noch an einer anderen brisanten Geschichte gearbeitet hatte, aber genaueres weiß auch er nicht. Möglicherweise könnte der Laptop der Ermordeten hier weiterhelfen, aber der ist verschwunden.
Für Bienzle rückt auch Dominik Fischer, der Ehemann des Opfers, in den Kreis der Verdächtigen. Er ist der offizielle Erbe des nicht unbeträchtlichen Vermögens seiner Frau. Aber auch Charlotte Damm ist als Täterin denkbar, da nach Bienzles Informationen ihr Mann ein Verhältnis mit Nina Fischer hatte. Nachdem Damm dem Geschäftsführer Reschke der Viktorwerke nachweisen kann, dass er 50 Millionen Mark der Firma unterschlagen hat, wird auch er von der Polizei unter die Lupe genommen. Dabei kommt heraus, dass er einen Privatdetektiv beauftragt hatte, um Nina Fischer zu observieren. So gelangt Bienzle an Fotos, die alle Leute zeigen, die am Tattag bei Fischer aus- und eingegangen waren und erkennen darauf auch Dominik Fischer. Sie suchen ihn auf und konfrontieren ihn mit den Indizien. Fischer räumt daraufhin ein, seine Frau im Streit erschlagen zu haben.

## Rezeption

### Einschaltquoten
Bei der Erstausstrahlung am 10. Dezember 2000 haben 7,02 Millionen Zuschauer die Sendung verfolgt, was einen Marktanteil von 19,1 Prozent entsprach.

### Kritik
Die Kritiker der Fernsehzeitschrift TV Spielfilm vergeben die beste Wertung (Daumen nach oben) und meinen anerkennend: „Glaubwürdiger und lebensnaher Krimi“.